# Сумароково (городской округ Мытищи)
Сумароково — деревня в городском округе Мытищи Московской области России. Население — 57 чел. (2010).

## География
Расположена на севере Московской области, в западной части Мытищинского района, примерно в 18 км к северо-востоку от центра города Мытищи и 10 км от Московской кольцевой автодороги, между линией Савёловского направления Московской железной дороги и Рогачёвским шоссе Р113, с юга примыкая к городу Лобне.
В деревне 10 улиц — 1 Линия, 2 Линия, Железнодорожная, Зотовская, Каштановая, Кленовая, Колхозная, Ленина, Новая и Центральная, приписано 2 садоводческих товариществ. Ближайшие сельские населённые пункты — деревни Аббакумово и Красная Горка, ближайшая железнодорожная станция — Лобня.

## Население
| 1852 | 1859 | 1890 | 1899 | 1926 | 2002 | 2010 |
| ---- | ---- | ---- | ---- | ---- | ---- | ---- |
| 75   | ↗90  | ↗112 | ↗128 | ↗178 | ↘54  | ↗57  |

## История
В середине XIX века деревня относилась к 6-му стану Московского уезда Московской губернии и принадлежала графу Виктору Никитичу Панину, в ней было 10 дворов, крестьян 43 души мужского пола и 32 души женского.
В «Списке населённых мест» 1862 года — владельческая деревня Московского уезда по левую сторону Дмитровского тракта (из Москвы в Калязин), в 30 верстах от губернского города и 14 верстах от становой квартиры, при колодцах, с 14 дворами и 90 жителями (43 мужчины, 47 женщин).
По данным на 1899 год — деревня Марфинской волости Московского уезда с 128 жителями.
В 1913 году — 27 дворов.
По материалам Всесоюзной переписи населения 1926 года — деревня Киовского сельсовета Трудовой волости Московского уезда, в 1,5 км от Дмитровского шоссе и 1,5 км от станции Лобня Савёловской железной дороги, проживало 178 жителей (75 мужчин, 103 женщины), насчитывалось 37 хозяйств, из которых 33 крестьянских.
С 1929 года — населённый пункт в составе Коммунистического района Московского округа Московской области. Постановлением ЦИК и СНК от 23 июля 1930 года округа как административно-территориальные единицы были ликвидированы.
1994—2006 гг. — деревня Красногорского сельского округа Мытищинского района.
2006—2015 гг. — деревня сельского поселения Федоскинское Мытищинского района.